# Aphiloscia sordida
Aphiloscia sordida là một loài chân đều trong họ Philosciidae. Loài này được Arcangeli miêu tả khoa học năm 1950.